# Commelina diffusa
Commelina diffusa е вид растение от семейство Commelinaceae.

## Разпространение
Видът е разпространен в Бангладеш, Бутан, Виетнам, Гвиана, Индия (Андамански острови, Бихар, Гоа, Гуджарат, Западна Бенгалия, Карнатака, Керала, Мадхя Прадеш, Махаращра, Мизорам, Никобарски острови, Пенджаб, Сиким, Тамил Наду и Чхатисгарх), Камбоджа, Китай (Гуандун, Гуанси, Гуейджоу, Тибет и Юннан), Лаос, Малайзия, Мианмар, Непал, Нова Каледония, Провинции в КНР, Северен Йемен, Тайван, Тайланд, Шри Ланка, Южна Африка и Южна Корея.